# Pierre-Marie Barral
Pierre-Marie Barral (* 6. November 1854 in Moûtiers in Savoyen; † 1929 ebenda) war Gründer der Missionsgesellschaft Bethlehem.

## Leben und Wirken
Pierre-Marie Barral absolvierte ein Studium der Theologie in Rom, das er mit dem Doktorat abschloss. Er trat darauf in die Gesellschaft der Herz-Jesu-Missionare von Issoudun (F) ein. Als Missionar wirkte er in Peru und den USA. Sein Ziel, eine Apostolische Schule zu errichten, konnte er in dieser Gesellschaft aber nicht realisieren, sodass er austrat und sich selbständig an dieses Werk machte. Die Schule war gedacht für die innere Mission, also für Katholiken in der Diaspora und für Auswanderer in Amerika. Da die Bedingungen für eine solche Schule in Frankreich ungünstig waren, suchte er einen Ort in der Schweiz und erwarb 1895 in Meggen ein Gebäude, in dem er die ordensunabhängige Ecole apostolique nach französischem Muster einrichtete, gedacht für die Bildung armer Knaben. Aus Platzmangel erwarb er bereits 1896 das Hotel Zum Tellen an der Hohlen Gasse in Immensee, wo die Schule von 40 Schülern 1896 auf 129 im Jahre 1903 rasch anwuchs.
1902 baute Barral zur Erholung für seine Schüler auf der Südseite des Simplonpasses das nun «Barralhaus» genannte Gebäude.
Zur Finanzierung seines Werkes griff Barral zu fantasievollen und teilweise umstrittenen Methoden. Er sammelte über seine Beziehungen in den Missionen gebrauchte Briefmarken, die er gewinnbringend vertrieb. Stein des Anstosses aber waren seine Hypothekarobligationen zu 5 Franken (Antoniusobligationen) mit der Aufschrift: «zahlbar hieniden in baarem Gelde und zurückzahlbar im Himmel an der Kasse des hl. Antonius». Dies und andere Klagen veranlassten 1904 den Bischof von Chur, Pietro Bondolfi als Visitator nach Immensee zu schicken. 1907 wurde Barral vom Bischof abgesetzt und Bondolfi übernahm die Leitung der Schule.
P. Barral übernahm nun die Seelsorge im französischen Gagny. Aus gesundheitlichen Gründen lebte er einige Jahre am Genfersee und zog dann an seinen Geburtsort Moûtiers, wo er 1929 starb.